# ニフティライフスタイル
ニフティライフスタイル株式会社（英: NIFTY Lifestyle Co.,Ltd.）は、東京都中野区に本社を置き、行動支援サービス事業を構成するサービスとして、「行動支援プラットフォームサービス（ニフティ不動産、ニフティ求人、ニフティ温泉）」と「行動支援ソリューションサービス（DFO、オンライン内見）」を展開する日本の企業。

## 概要
2018年2月23日にニフティ株式会社がWEB分割準備株式会社として設立し、2018年４月にニフティライフスタイル株式会社に名称変更。
「想像以上を、みつけよう。」をコーポレートメッセージとして、ライフスタイル領域において、ユーザー“一人ひとり”の行動を支援するための「行動支援サービス事業」を展開。2021年3月期売上高は22億円。2021年12月には東証マザーズへの上場を果たした。

## 主なサービス
行動支援プラットフォームサービス
- ニフティ不動産
- ニフティ求人
- ニフティ温泉

行動支援ソリューションサービス
- DFO
- オンライン内見

## 沿革
- 1986年2月 - 当社親会社の前身である株式会社エヌ・アイ・エフが創設
- 1987年4月 - パソコン通信サービス「NIFTY-Serve」の提供を開始
- 1991年4月 - ニフティ株式会社(以下「旧ニフティ」)へ商号変更
- 1999年11月 - インターネットサービス「@nifty」の提供を開始[7]
- 2000年
  - 4月 -「ニフティ不動産」の前身であるWEBサービス「Myhome@nifty」の提供を開始
  - 9月 -「ニフティ求人」の前身であるWEBサービス「Job@nifty」の提供を開始
- 2003年12月 - 「ニフティ温泉」の前身であるWEBサービス「@nifty温泉」の提供を開始
- 2008年11月 - コマースリンク株式会社にてDFO（Data Feed Optimization）の提供を開始
- 2014年7月 - 株式会社Tryellにて「オンライン内見」の提供を開始
- 2017年4月 - 旧ニフティがクラウド事業を中心とする富士通クラウドテクノロジーズ株式会社とネットワークサービス事業及びWEBサービス事業を中心とするニフティ株式会社に分社化。株式会社ノジマがニフティ株式会社の株式を100%取得[8]
- 2018年
  - 2月 - ニフティ株式会社がWEB分割準備株式会社を設立[3]
  - 4月 - WEB分割準備株式会社をニフティライフスタイル株式会社に商号変更するとともに、ニフティ株式会社からマーケットプレイスサービスを吸収分割の手法にて承継し、事業を開始
- 2019年
  - 4月 - 不動産とテクノロジーによる課題解決に向けた、提供価値の更なる拡充を進める目的で、株式会社Tryellを連結子会社とする[9]
  - 9月 -「ニフティ不動産」にて、関連アプリが累計500万ダウンロードを突破[10]
- 2020年9月 - 同一の親会社を持つニフティネクサス株式会社（現・ニフティ）から、WEB広告出稿に伴う入稿用データの作成、広告配信先への受け渡しを支援するソリューションサービスを展開するため「DFO（デジタルマーケティング）事業」を譲受[11]
- 2021年
  - 9月 -「ニフティ不動産」にて、関連アプリが累計800万ダウンロードを突破[12]
  - 12月 - 東京証券取引所マザーズに株式上場[13][14]
- 2022年10月 -「ニフティ不動産」にて、CMキャラクターに王林を起用[15]
- 2025年7月 -本社を東京都新宿区北新宿二丁目21番1号 新宿フロントタワー20階から東京都中野区本町二丁目46番1号 中野坂上サンブライトツイン25階へ移転[16]。